# Hängning

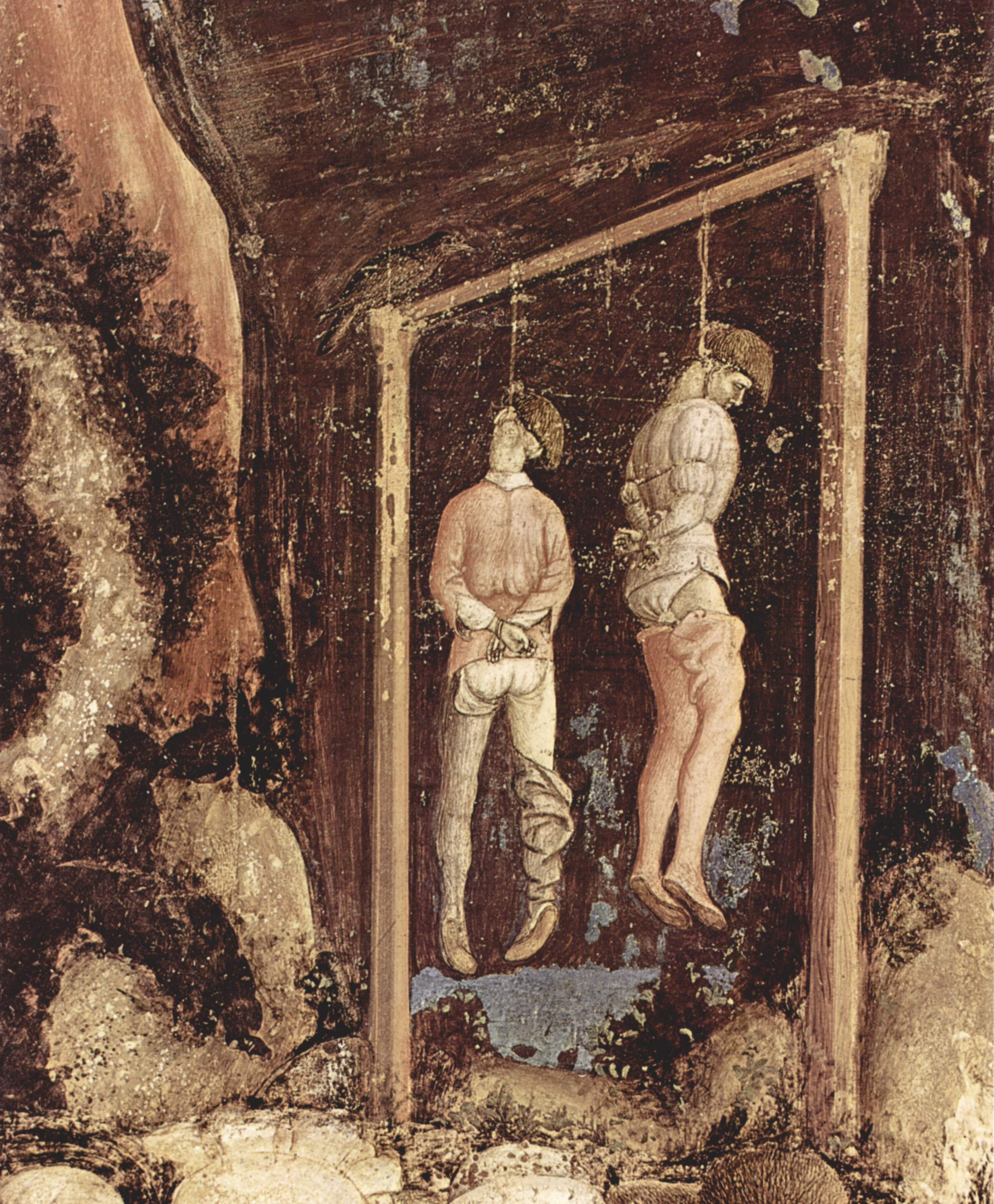
Detalj av en fresk utförd av Pisanello

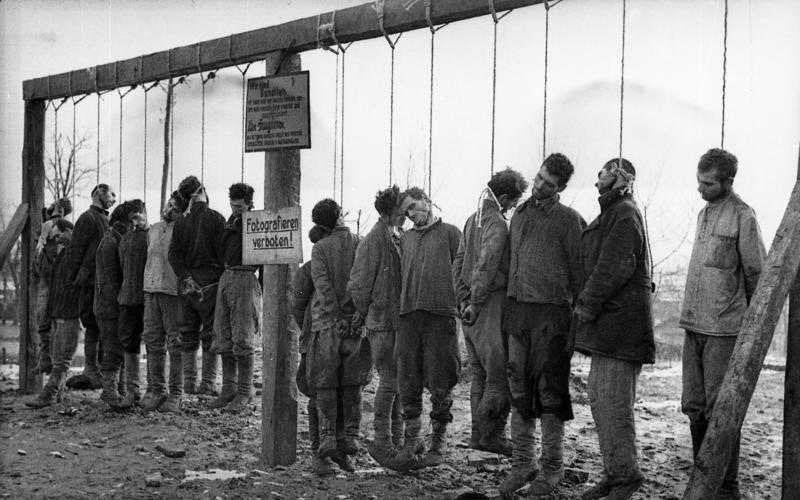
Ryska partisaner hängda av tyskarna i januari 1943

Hängning betecknar dödandet av en person genom att trä en spänd snara runt halsen på den. Detta sätt att döda en människa har länge varit en vanlig avrättningsmetod och självmordsmetod.

## Hängning som avrättningsmetod
Som avrättningsmetod går hängning oftast ut på att den dömde ställs på en fallucka med en snara runt halsen. Falluckan öppnas varefter den dömde faller genom luckan och bryter nacken, alternativt stryps till döds. En annan möjlighet är att den dömde sitter på en häst som drivs framåt eller en stol som skjuts åt sidan.
För att fallet skall leda till att nacken bryts (antingen vid 3:e, 4:e eller 5:e kotan) anpassas fallet efter personens vikt, vilket brukar innebära att det mäts ut till 1-1,5 gånger personens längd. Ett för långt fall kan innebära att huvudet separeras från kroppen helt och hållet. Man skiljer således mellan hängning med kort eller långt fall, där den första metoden innebär en mera plågsam död för personen, med långt fall är syftet att den dödsdömde skall bli medvetslös omedelbart. Genom hängning inträder dock döden alltid genom kvävning. I en kort hängning kvävs man genom att luftrören täpps till, genom ett långt fall kvävs man genom att musklerna som kontrollerar andningen upphör att fungera på grund av skador på ryggmärgen. En annan metod som använts flitigt (och används än idag) är att den dömde helt enkelt med en snara om halsen via ett rep och en talja, eller numera, via en mobilkran hissas upp i luften för att långsamt dö genom kvävning. Denna metod är att jämföra med ovan nämnda "kort snara" med förbehållet att avlivningen blir ännu mer utdragen då ingen "knyck" alls förekommer.

## Historik
Hängning har under seklerna ansetts så förnedrande och skymfligt att de dömda till och med bad om att få bli "benådade" till halshuggning vilket vanligtvis endast var förbehållet adliga, officerare, eller personer av högre stånd.[källa behövs]
Metoden med hängning genom långt fall utvecklades först i Storbritannien under 1800-talet, då som ett mera humant alternativ till hängning med kort fall. Hängning genom långt fall praktiseras fortfarande i ett stort antal länder, såsom bland annat Japan, Egypten, Kuwait, Botswana, Irak och Singapore och så sent som på 1990-talet avrättades ett par personer på detta vis i USA. Iraks tidigare president Saddam Hussein avrättades 2006 genom hängning.
Hängning är fortfarande en av de vanligaste avrättningsmetoderna tillsammans med arkebusering, giftinjektion och halshuggning.
Den sista hängningen i Sverige genomfördes 1836 då drängen Nils Månsson avrättades.

## Hängning som självmordsmetod
Hängning är en vanlig självmordsmetod då de flesta har saker hemma man kan arrangera för att hänga sig, som rep, kablar, garn, sängkläder eller klädesplagg. Det är den vanligaste metoden på häkten och i fängelser. Till skillnad från när hängning används som avrättningsmetod är det vanliga vid självmord genom hängning att man kväver sig själv till döds istället för det mer effektiva nackbrottet. De som hittas i tid kan vara vid liv, men i vissa fall med svåra hjärnskador då syrebristen kan döda hjärnceller permanent.